# The Book of Souls: Live Chapter
The Book of Souls: Live Chapter je koncertní album anglické heavymetalové skupiny Iron Maiden. Vydáno bylo dne 17. listopadu roku 2017. Album produkoval Tony Newton spolu s baskytaristou kapely Stevem Harrisem. Kromě audiozáznamu vyšlo také ve video verzi. Obsahuje záznam z turné k albu The Book of Souls (2015).

## Seznam skladeb
Všechny skladby napsal(i) Steve Harris, pokud není uvedeno jinak. 
| Disk 1         | Disk 1                                   | Disk 1                  | Disk 1                                                         | Disk 1 |
| Pořadí         | Název                                    | Autor                   | Místo konání                                                   | Délka  |
| -------------- | ---------------------------------------- | ----------------------- | -------------------------------------------------------------- | ------ |
| 1.             | If Eternity Should Fail (6. května 2016) | Bruce Dickinson         | Qudos Bank Arena – Sydney, Austrálie                           | 7:46   |
| 2.             | Speed of Light (18. května 2016)         | Adrian Smith, Dickinson | Grand Arena – Kapské město, Jihoafrická republika              | 5:08   |
| 3.             | Wrathchild (6. května 2017)              |                         | 3Arena – Dublin, Irsko                                         | 2:59   |
| 4.             | Children of the Damned (1. dubna 2016)   |                         | Bell Centre – Montréal, Kanada                                 | 5:14   |
| 5.             | Death or Glory (3. července 2016)        | Smith, Dickinson        | Wroclaw Stadium – Vratislav, Polsko                            | 5:15   |
| 6.             | The Red and the Black (21. dubna 2016)   |                         | Ryogoku Kokugikan – Tokio, Japonsko                            | 13:17  |
| 7.             | The Trooper (6. března 2016)             |                         | Estadio Jorge "El Mágico" González – San Salvador, El Salvador | 4:05   |
| 8.             | Powerslave (26. července 2016)           | Dickinson               | Piazza Unità d'Italia – Terst, Itálie                          | 7:31   |
| Celková délka: | Celková délka:                           | Celková délka:          | Celková délka:                                                 | 51:15  |

| Disk 2         | Disk 2                                  | Disk 2              | Disk 2                                            | Disk 2 |
| Pořadí         | Název                                   | Autor               | Místo konání                                      | Délka  |
| -------------- | --------------------------------------- | ------------------- | ------------------------------------------------- | ------ |
| 1.             | The Great Unknown (14 May 2017)         | Smith, Harris       | Newcastle Arena – Newcastle, Anglie               | 6:50   |
| 2.             | The Book of Souls (12 June 2016)        | Janick Gers, Harris | Donington Park – Leicestershire, Anglie           | 10:49  |
| 3.             | Fear of the Dark (24 March 2016)        |                     | Arena Castelão – Fortaleza, Brazílie              | 7:34   |
| 4.             | Iron Maiden (15 March 2016)             |                     | José Amalfitani Stadium – Buenos Aires, Argentina | 6:05   |
| 5.             | The Number of the Beast (4 August 2016) |                     | Wacken Open Air – Wacken, Německo                 | 5:06   |
| 6.             | Blood Brothers (12 June 2016)           |                     | Donington Park – Leicestershire, Anglie           | 7:35   |
| 7.             | Wasted Years (17 March 2016)            | Smith               | HSBC Arena – Rio de Janeiro, Brazílie             | 5:38   |
| Celková délka: | Celková délka:                          | Celková délka:      | Celková délka:                                    | 49:37  |

## Sestava

### Iron Maiden
- Bruce Dickinson – hlavní vokály
- Dave Murray – kytara
- Janick Gers – kytara
- Adrian Smith – kytara, doprovodné vokály
- Steve Harris – baskytara, doprovodné vokály
- Nicko McBrain – bicí

#### Další hudebníci
- Michael Kenney – klávesy

### Technical personnel
- Tony Newton – nahrávání, produkce, zvukotechnika, mixování
- Ade Emsley – mastering
- Hervé Monjeaud – ilustrace
- Anthony Dry – ilustrace
- Stuart Crouch – grafika
- John McMurtrie – fotografie
- Justin de Reuck – fotografie
- Rod Smallwood – management
- Andy Taylor – management
- Dave Shack – management